# Фартух (верстат)
Фарту́х — вузол металорізального верстата, на якому зверху розташовано супорт, а всередині — механізм, який перетворює обертальний рух ходового валу і ходового гвинта в поступальне переміщення супорта, а також механізми вмикання і вимкнення подач, реверсування, блокування тощо. 
Спереду каретки до супорту прикріплений фартух, який належить до супорту токарного верстата.
Фартух – основний вузол управління всієї работи супорта,  який відповідає  за механічну подачу різця робочим валом або ходовим гвинтом.